# Muhlenbergia himalayensis
Muhlenbergia himalayensis är en gräsart som beskrevs av Eduard Hackel och Joseph Dalton Hooker. Muhlenbergia himalayensis ingår i släktet muhlygräs, och familjen gräs. Inga underarter finns listade i Catalogue of Life.